# Clé (menuiserie)
Pour les articles homonymes, voir clé.

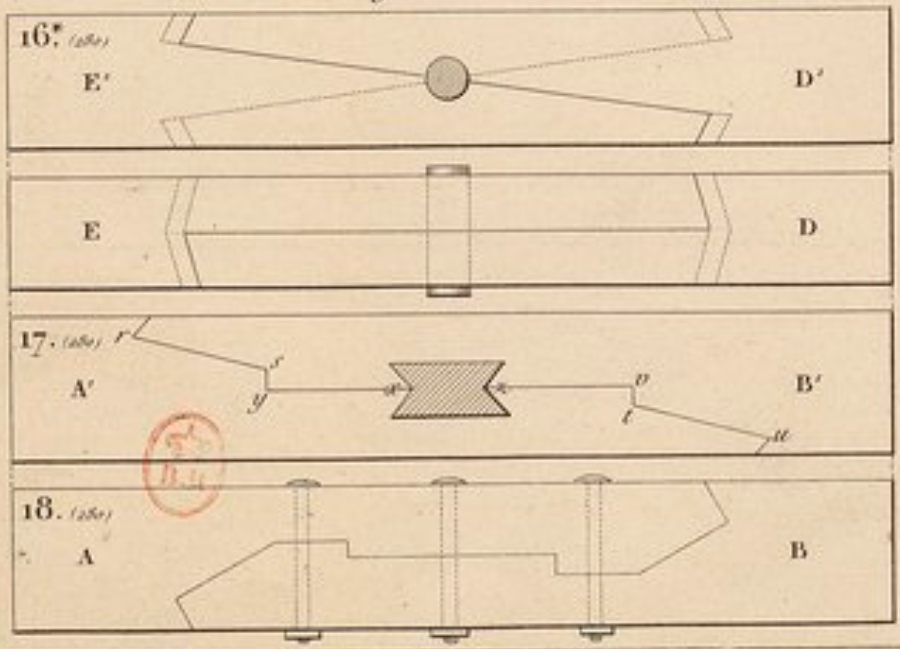
Fig. 16 : Trait de Jupiter double, à fausses entailles en coupes inverses. Fig. 17 : Trait de Jupiter avec coupes droites, fausses coupes, et clé en queue d'hironde. Fig. 18 : Trait de Jupiter sans clé et boulonné

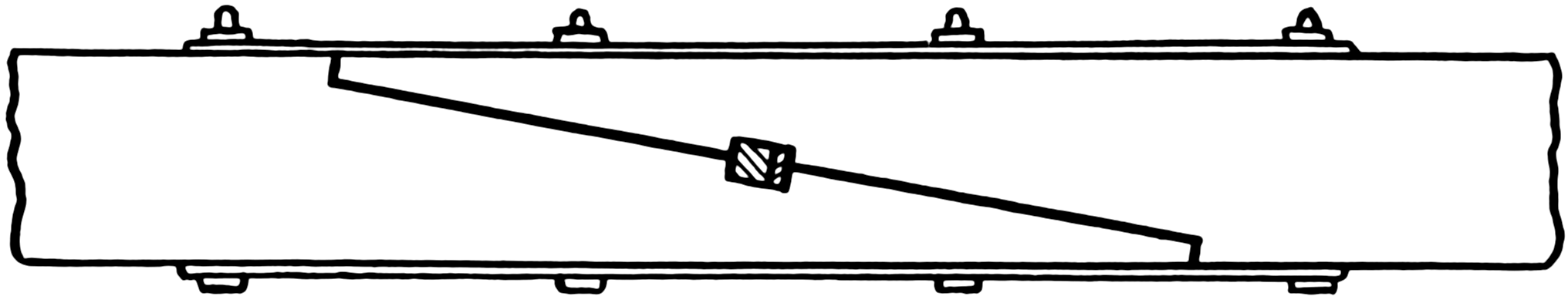
Assemblage en sifflet désaboutté biais avec clé, renforcée par des goussets et des boulons traversants

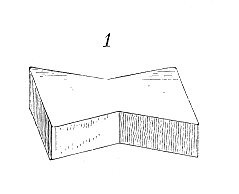
Clé à queue d'aronde

En menuiserie une clé est une sorte de coin qui sert à bloquer un assemblage en bois. La clé à queue d'aronde par exemple est constituée de deux queues d'aronde connectées par leur partie la plus étroite.
Une clé peut désigner une espèce de tenon de rapport d'environ quatre pouces de longueur, qu'on rapporte dans deux mortaises pratiquées sur l'épaisseur de deux planches que l'on colle et cheville pour éviter qu'elles ne se déjoignent; l'assemblage est alors dit « chevillé » (en anglais « keyed joint »). On donne aussi ce nom à un coin qui sert à tenir et serrer un assemblage à trait de Jupiter (ou un assemblage en biseau), et à un autre coin qui sert à faire tendre la toile et tenir l'assemblage aux angles d'un châssis de tableau; C'est aussi une pareille pièce de bois qui entre dans la mortaise pratiquée dans un tenon au bout d'une traverse ou lierne passant au travers d'une courbe, ou d'une entretoise qui traverse un montant d'échafaudage. Dans l'assemblage en flûte ou à sifflet on ne fait point usage de clés.
Un assemblage à rainure et languette et avec clé désigne est en usage pour les portes pleines en chêne et autres parties de menuiserie unie, comme cloisons, revêtements auxquels on veut donner plus de solidité.